# Olof Beckmark
Olof Beckmark, född 28 februari 1721 i Västra Eneby socken, död 10 juni 1776 i Kristbergs socken, var en svensk präst.

## Biografi
Olof Beckmark föddes 28 februari 1721 på Gräverum i Västra Eneby socken. Han var son till kornetten vid Östgöta kavalleriregemente Nils Beckmark och Brita Loo. Beckmark blev höstterminen 1739 student vid Uppsala  och prästvigdes 4 maj 1747 i Klara kyrka, Stockholm. Han blev 15 april 1752 krigsmanshuspastor i Vadstena krigsmanshusförsamling och 19 oktober 1763 kyrkoherde i Kristbergs församling. Beckmark avled 10 juni 1776 i Kristbergs socken och begravdes 18 juni samma år.

### Familj
Beckmark gifte sig 4 augusti 1752 med Anna Elisabeth Wetterling (1720–1790). Hon var dotter till krigsmanshusinspektorn Anders Wetterling och Maria Andersdotter Coyet i Vadstena. Anna Elisabeth Wetterling hade tidigare varit gift med kyrkoherden Johan Könsberg i Högby socken. Beckmark och Wetterling fick tillsammans barnen Nils Peter, Johan Julius (1754–1756), Anders Gustaf (1756–1757), Brita Maria (1758–1851) och Johan Julius Fredenstam (1760–1847).